# Marienkapelle (Stolberg)

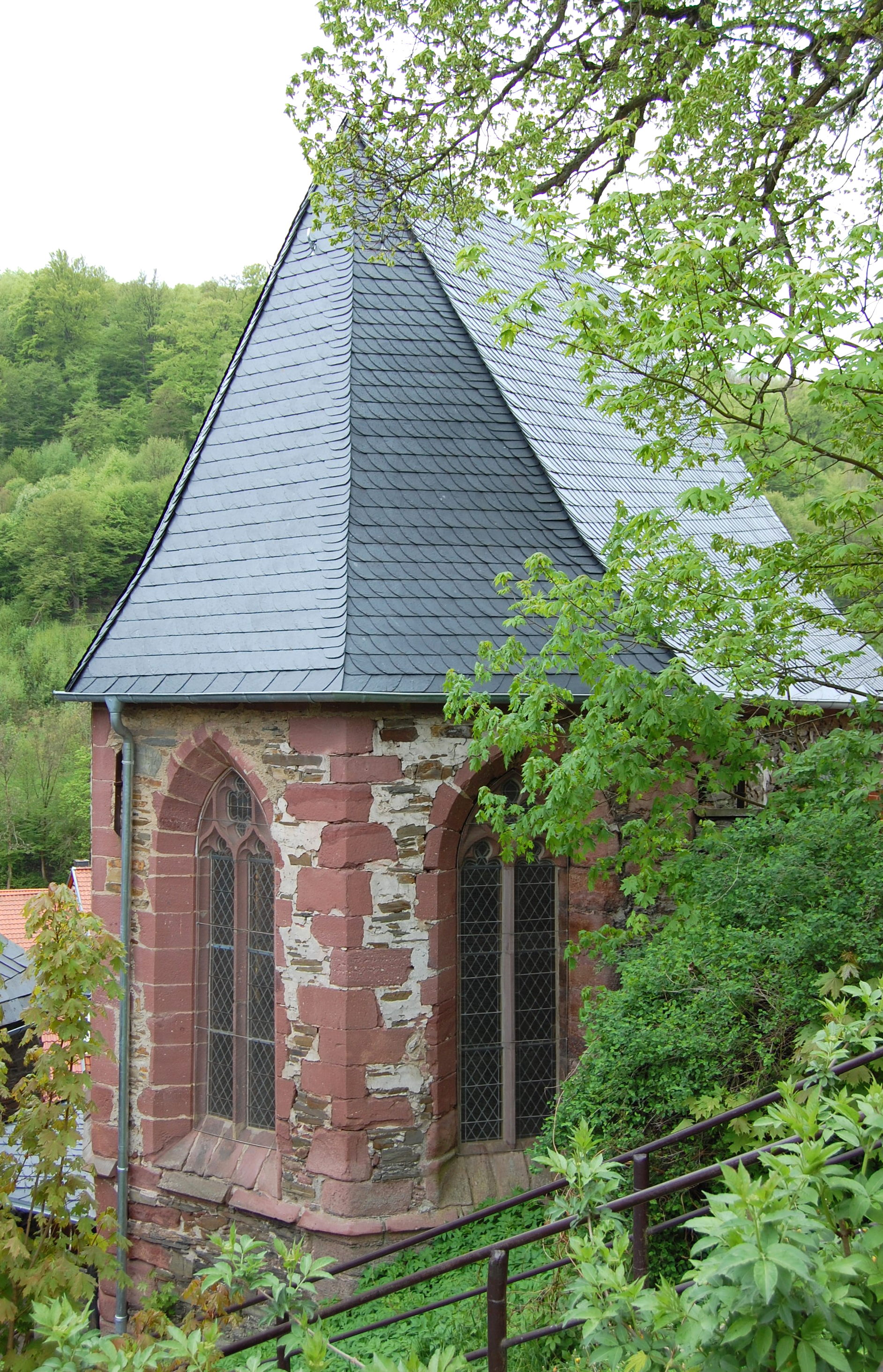
Marienkapelle in Stolberg

Die Marienkapelle ist eine Kapelle im Ortsteil Stadt Stolberg (Harz) der Gemeinde Südharz in Sachsen-Anhalt. Sie liegt wenige Meter nordwestlich der St.-Martini-Kirche auf einer Terrasse in Hanglage.

## Architektur und Geschichte
Die Kapelle entstand in den Jahren 1477 bis 1482 als Stiftung des Grafen Heinrich zu Stolberg über einem Beinhaus. Sie steht auf einem hohen Steinsockel. An der Ostseite des eher kleinen Gebäudes befindet sich ein dreiseitiger Abschluss. An der westlichen Seite gibt es ein als Spitzbogen gearbeitetes Portal. Die Gewände des Portals, aber auch der spitzbogigen Fenster und ihr Maßwerk bestehen aus rotem Sandstein. Bedeckt wird das Gebäude von einem hohen Dach. 
Bereits ab 1529 wurde die Kapelle nicht mehr genutzt. Nach einer Restaurierung im Jahr 1962 wurde in der Kapelle eine Gedenkstätte für die Opfer des Ersten und Zweiten Weltkriegs errichtet.
Die große Bronzeglocke aus dem Jahr 1478 stammt aus der benachbarten Sankt-Martini-Kirche und ist mit einer Reliefdarstellung der heiligen Martina in kniender Pose verziert. Darüber hinaus findet sich eine Weihinschrift und das Stifterzeichen des Pfarrers Ulrich Rißpach.